# Fimbristylis neilsonii
Fimbristylis neilsonii är en halvgräsart som beskrevs av Ferdinand von Mueller. Fimbristylis neilsonii ingår i släktet Fimbristylis och familjen halvgräs. Inga underarter finns listade i Catalogue of Life.